# Авенида Боэдо
Авенида Боэдо (исп. Avenida Boedo) — улица в городе Буэнос-Айрес, Аргентина. Названа в честь доктора Мариано Боэдо Хоакина в 1882 году. Он был блестящим юристом, который родился в 1782 году и был депутатом провинции. Он посвятил свою жизнь делу независимости и подписал Акт о государственной независимости. Позже он стал вице-президентом Конгресса Тукуман. В 1817 году ушёл в отставку и умер два года спустя, в возрасте 37 лет.

## Особенности
Авенида Боэдо идёт параллельно проспектам Авенида Энтре-Риос, Авенида Хухуй и Авенида Ла-Плата. Проспект занимает площадь 21 квартал с севера на юг.

## Путешествуя по улице

### Альмагро
Начавшись в районе Альмагро, в том месте, где проспект Авенида Ривадавия пересекает улицу Бульнес, причем последняя, это продолжение Авенида Боэдо. Проспект расположен в непосредственной близости от станций метро Кастро Баррос и Лория Линии метро A.

### Боэдо
Пересекая проспект Авенида Индепенденсия, входит в район Боэдо.

### Esquina Homero Manzi
На пересечении с проспектом Авенида Сан-Хуан, находится станция метро Боэдо линия E. За углом расположен, замечательный бар танго с большой историей и традициями. Он носит имя Esquina Homero Manzi.
Авенида Боэдо заканчивается в нескольких кварталах после пересечения автодороги Autopista 25 de Mayo, на пересечении с проспектом Авенида Касерос на границе с районом Нуэва Помпея, продолжаясь под именем Авенида Саэнс.

## Галерея
- Esquina Homero Manzi.
- Угол проспектов Авенида Боэдо и Авенида Сан-Хуан.
- Вход в бар Esquina Homero Manzi.